# سينك غونن
سينك غونن (بالتركية: Cenk Gönen) هو لاعب كرة قدم تركي في مركز حراسة المرمى ولد في يوم 21 فبراير 1988 في مدينة إزمير في تركيا، يلعب حالياً مع نادي بشكتاش وسبق له اللعب مع ألطاي سبور ودينيزليسبور ونادي غوزتيب كما لعب مع منتخب تركيا لكرة القدم ويبلغ طوله 190 سم.

## مسيرته الكروية
لعب سينك غونن خلال مسيرته الاحترافية مع 6 أندية في أربعة عشر موسمًا ولم يسجل خلالها أي هدف ضمن 113 مباراة. حيث فاز في موسمين بالكأس ولم يفز بأي دوري.
خاض سينك غونن مسيرته مع نادي جوزتيبي في موسم 2004–05 لمدة موسم واحد، مشاركًا في مباراتين ولم يسجل أي هدف. ثم انتقل إلى نادي دنيزلي سبور في موسم 2005–06 في المرة الأولى ولمدة موسمين ثم في موسم 2008–09 ولمدة موسمين، حيث شارك طوالها في 35 مباراة ولم يسجل أي هدف أيضًا. لينتقل بعدها إلى نادي آلتاي إزمير في موسم 2007–08 لمدة موسم واحد، مشاركًا في 12 مباراة ولم يسجل أي هدف أيضًا. ثم انتقل إلى نادي بشكتاش في موسم 2010–11 ليلعب معه خمسة مواسم، مشاركًا في 63 مباراة ولم يسجل أي هدف أيضًا. هذا وانتقل لاحقًا إلى نادي غلطة سراي في موسم 2015–16 ولمدة موسمين، مشاركًا في مباراة ولم يسجل أي هدف أيضًا. ثم انتقل بعدها إلى نادي مالقا في موسم 2017–18 لمدة موسم واحد، لم يشارك في أي مباراة ولم يسجل أي هدف أيضًا.

## روابط خارجية
- سينك غونن على موقع الاتحاد الدولي (مؤرشف)  (الإنجليزية)
- سينك غونن على موقع الاتحاد الأوربي (الإنجليزية)
- سينك غونن على موقع اتحاد تركيا (لاعب) (الإنجليزية)
- سينك غونن على موقع قاعدة بيانات كرة القدم.إي يو (الإنجليزية)
- سينك غونن على موقع ناشيونال فوتبول تيمز (الإنجليزية)
- سينك غونن على موقع Soccerway.com (الإنجليزية)
- سينك غونن على موقع عالم كرة القدم.نت (الإنجليزية)
- سينك غونن على موقع AS.com (الإسبانية)